# Abúndio da Úmbria
Abúndio (em latim: Abundius) foi um diácono e mártir durante a Perseguição de Diocleciano. Era neto de Anastácio, e acompanhou-o junto de outros da Síria à Úmbria, onde foi martirizado em 303. É celebrado como santo em 10 de janeiro.